# Merevale
Merevale – wieś w Anglii, w hrabstwie Warwickshire, w dystrykcie North Warwickshire. Leży 33 km na północ od miasta Warwick i 155 km na północny zachód od Londynu.